# Liste der Biografien/Brad
Liste der Biografien |
Portal Biografien |
Personensuche
# |
A |
B |
C |
D |
E |
F |
G |
H |
I |
J |
K |
L |
M |
N |
O |
P |
Q |
R |
S |
T |
U |
V |
W |
X |
Y |
Z |
?
 
Ba |
Be |
Bd |
Bg |
Bh |
Bi |
Bj |
Bl |
Bm |
Bn |
Bo |
Br |
Bs |
Bu |
Bw |
By |
Bz
 
Bra |
Brc |
Brd |
Bre |
Brg |
Bri |
Brj |
Brk |
Brl |
Brn |
Bro |
Brp–Brt |
Bru |
Brv |
Bry |
Brz
 
Braa |
Brab |
Brac |
Brad |
Brae |
Braf |
Brag |
Brah |
Brai |
Braj |
Brak |
Bral |
Bram |
Bran |
Brao |
Braq |
Brar |
Bras |
Brat |
Brau |
Brav |
Braw |
Brax |
Bray |
Braz
Die Liste der Biografien führt alle Personen auf, die in der deutschsprachigen Wikipedia einen Artikel haben. Dieses ist eine Teilliste mit 383 Einträgen von Personen, deren Namen mit den Buchstaben „Brad“ beginnt.

## Brad
- Brad, Bianca (* 1968), rumänische Schauspielerin und Sängerin
- Brad, Ion (1929–2019), rumänischer Politiker (PCR), Schriftsteller und Diplomat

### Brada
- Brada (1847–1938), französische Autorin
- Bradáč, Antonín (1920–1991), tschechischer Fußballspieler
- Bradáč, Vojtěch (1913–1947), tschechoslowakischer Fußballspieler
- Bradanovic, Miklós, deutscher Fußballspieler und Leichtathlet
- Bradaric, Amir (* 1974), österreichischer Fußballspieler und -trainer
- Bradarić, Domagoj (* 1999), kroatischer Fußballspieler
- Bradarić, Filip (* 1992), kroatischer Fußballspieler
- Bradasch, Erwin (* 1981), deutscher Fußballspieler
- Brădățan, Alexandru (* 1989), rumänischer Folkloresänger
- Bradatsch, Philip (* 1985), deutscher Musiker
- Bradatsch, Sebastian (* 1996), deutscher Skispringer
- Bradauskas, Bronius (* 1944), litauischer Politiker (Seimas)
- Bradauskas, Dainoras (* 1965), litauischer Politiker und Beamter der Finanzverwaltung, Leiter von Valstybinė mokesčių inspekcija

### Bradb
- Bradberry, Georges (1878–1959), französischer Maler
- Bradberry, James (* 1993), US-amerikanischer Footballspieler
- Bradbery, Danielle (* 1996), US-amerikanische Countrysängerin
- Bradbourn, Philip (1951–2014), britischer Politiker (Conservative Party)
- Bradbrook, Muriel Clara (1909–1993), britische Literaturwissenschaftlerin
- Bradbury, Adam (* 1991), englischer Volleyballspieler
- Bradbury, David (* 1951), australischer Filmemacher
- Bradbury, Garrett (* 1995), US-amerikanischer American-Football-Spieler
- Bradbury, George (1770–1823), US-amerikanischer Politiker
- Bradbury, Jack (1914–2004), US-amerikanischer Autor und Zeichner
- Bradbury, James W. (1802–1901), US-amerikanischer Politiker
- Bradbury, Julie (* 1967), englische Badmintonspielerin
- Bradbury, Kai (* 1994), kanadischer Schauspieler
- Bradbury, Malcolm (1932–2000), britischer Romancier und Literaturwissenschaftler
- Bradbury, Neve (* 2002), australische RadrennfahrerinNeve Bradbury (* 2002)

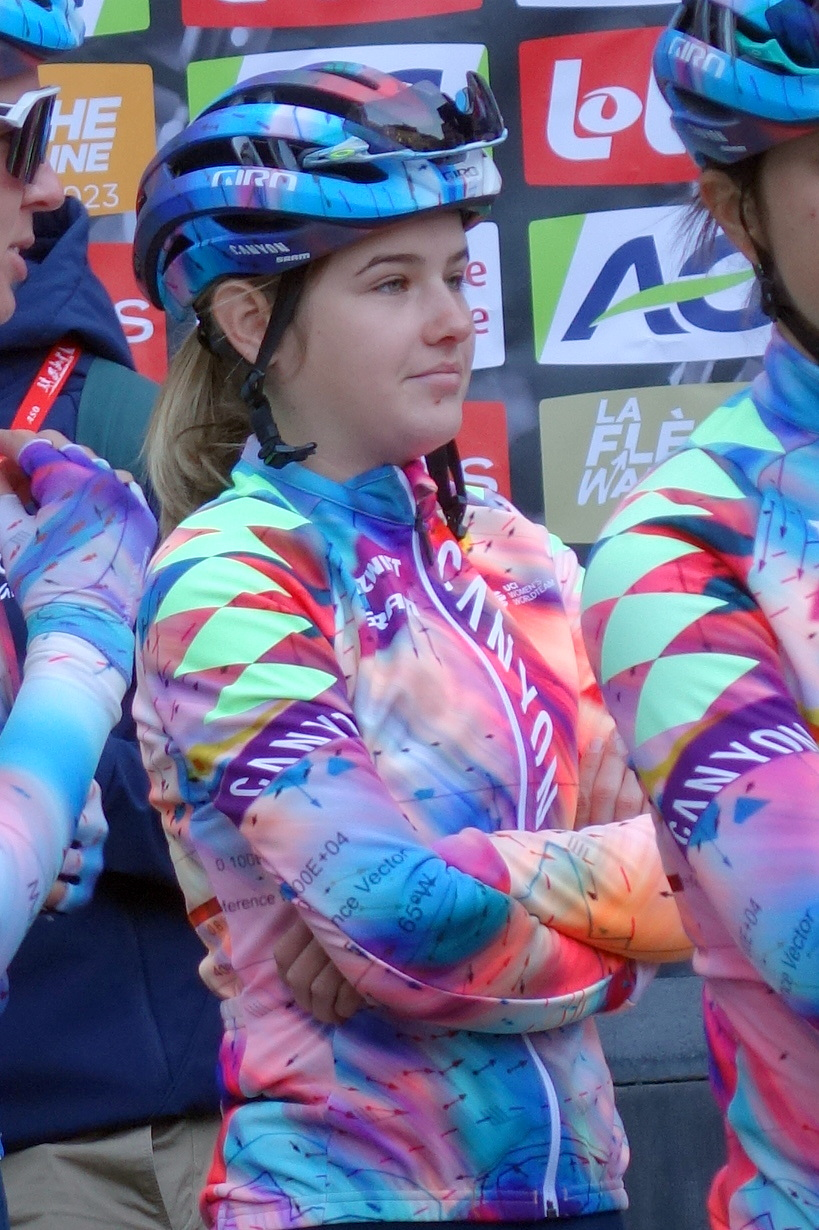
Neve Bradbury (* 2002)

- Bradbury, Norris (1909–1997), US-amerikanischer Physiker
- Bradbury, Ray (1920–2012), US-amerikanischer SchriftstellerRay Bradbury (1920–2012)

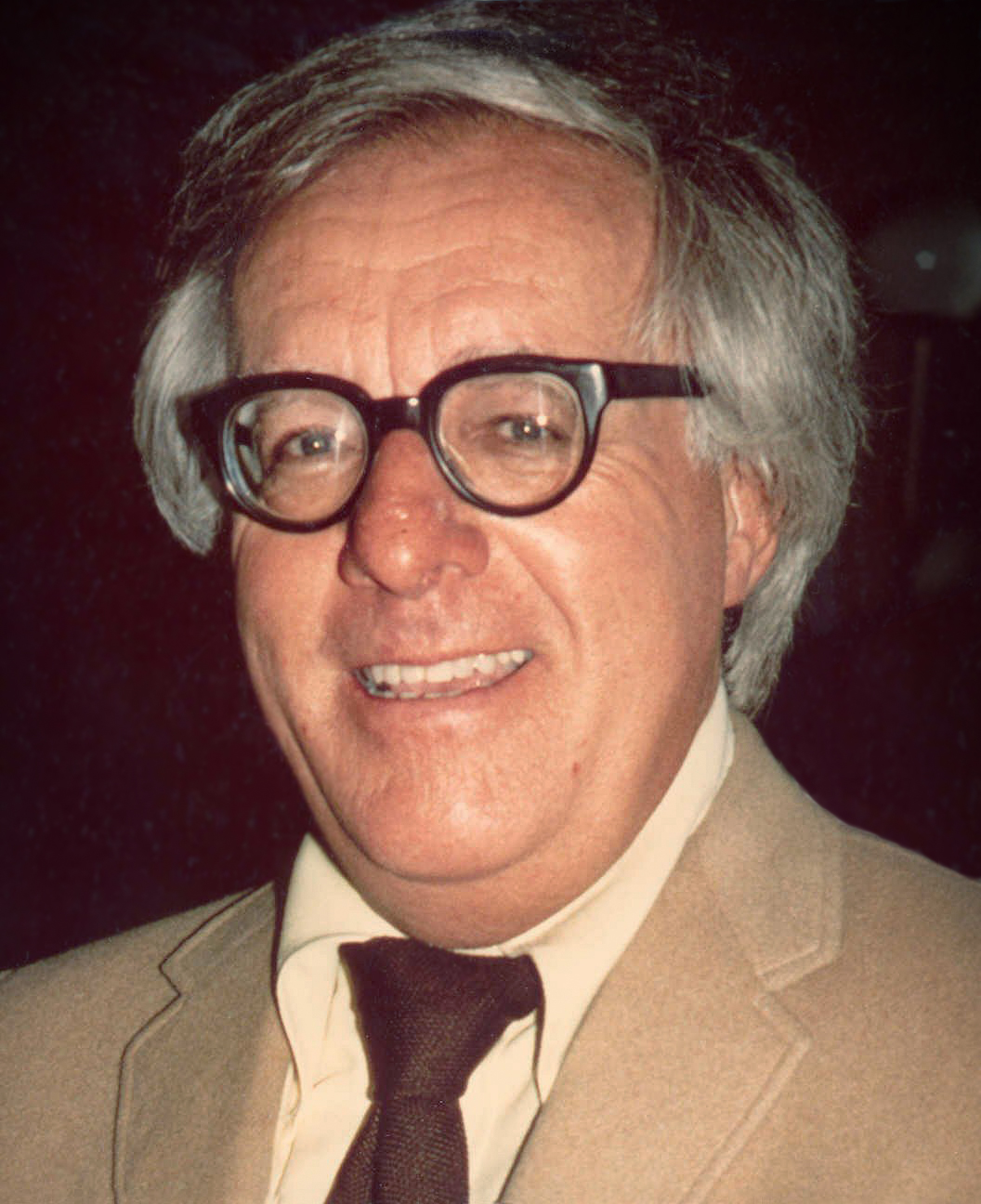
Ray Bradbury (1920–2012)

- Bradbury, Robert N. (1886–1949), US-amerikanischer Filmregisseur, Drehbuchautor und Filmproduzent
- Bradbury, Steven (* 1973), australischer Shorttracker und Olympiasieger
- Bradbury, Steven G. (* 1958), US-amerikanischer Anwalt
- Bradbury, Theophilus (1739–1803), US-amerikanischer Jurist und Politiker
- Bradbury, William Batchelder (1816–1868), US-amerikanischer Komponist
- Bradbury, William C., US-amerikanischer Komponist, Musikpädagoge und Mandolinist

### Bradd
- Braddock, Edward († 1755), Oberbefehlshaber der britischen Truppen in Nordamerika bei Beginn des Franzosen- und Indianerkriegs
- Braddock, Jim (1905–1974), US-amerikanischer Boxer
- Braddon, Edward (1829–1904), australischer Politiker
- Braddon, Henry (1863–1955), australischer Politiker, Diplomat und Manager, Mitglied im Parlament von New South Wales
- Braddon, Mary Elizabeth (1837–1915), englische Schriftstellerin
- Braddy, Johanna (* 1987), US-amerikanische Schauspielerin

### Brade
- Brade, Christian (* 1971), deutscher Unternehmer und Politiker (SPD), MdL
- Brade, Christina (1936–2007), deutsche Schmuckgestalterin
- Brade, Helmut (* 1937), deutscher Bühnenbildner, Plakatgestalter und Grafikdesigner
- Brade, Helmut (* 1947), deutscher Fußballtorwart
- Brade, Johanna (* 1960), deutsche Kunsthistorikerin und Autorin
- Brade, Lutz (* 1938), deutscher Theologe
- Brade, Ute (* 1942), deutsche Keramikerin
- Brade, William (1560–1630), englischer Komponist
- Brâdean-Ebinger, Nelu (* 1952), rumänisch-deutsch-ungarischer Sprachwissenschaftler und Germanist
- Bradel, Hubert (1920–2002), deutscher Hornist
- Brademann, Axel (* 1955), deutscher Fußballspieler
- Brademann, Jan (* 1977), deutscher Historiker und Archivar
- Brademann, Richard (1884–1965), deutscher Architekt und Baubeamter
- Brademas, John (1927–2016), US-amerikanischer Politiker
- Braden, Anne (1924–2006), US-amerikanische Bürgerrechtlerin
- Braden, Carl (1914–1975), US-amerikanischer Journalist und Aktivist
- Braden, Dallas (* 1983), US-amerikanischer Baseballspieler
- Braden, Don (* 1963), US-amerikanischer Tenorsaxophonist
- Braden, George C. (1868–1942), US-amerikanischer Politiker
- Braden, Julius (1829–1901), hessischer Kreisrat
- Braden, Kim (* 1949), britische Schauspielerin
- Braden, Spruille (1894–1978), US-amerikanischer Diplomat
- Braden, Tom (1917–2009), US-amerikanischer Journalist und Geheimdienstagent
- Brader, Alec (1942–2024), englischer Profifußballspieler, Lehrer und Jugendtrainer im Bereich LeichtathletikAlec Brader (1942–2024)

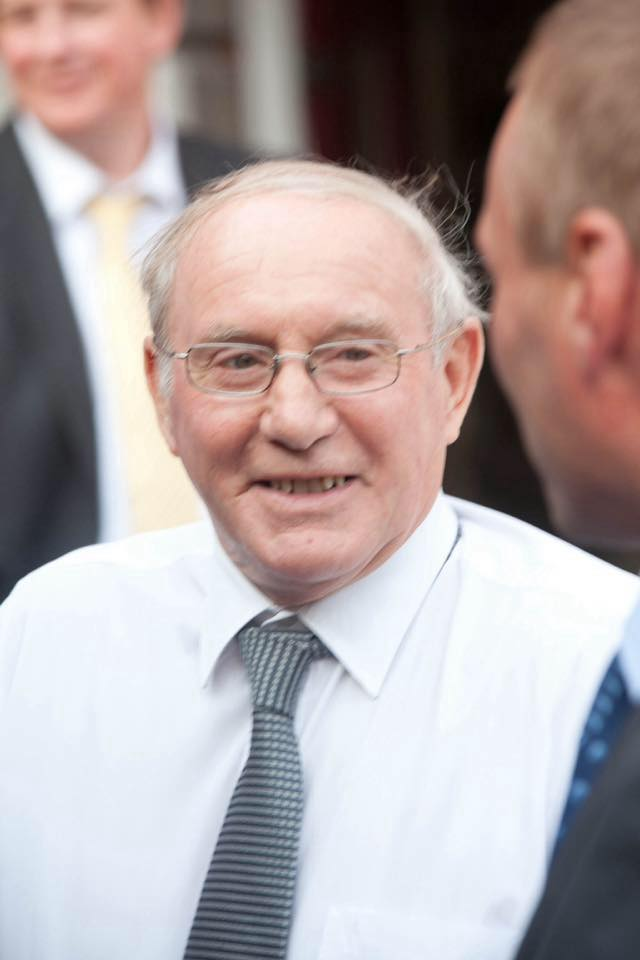
Alec Brader (1942–2024)

- Brader, Alfred (* 1956), österreichischer Politiker (ÖVP), Abgeordneter zum Nationalrat
- Brader, Charitas (1860–1943), Schweizer Ordensgründerin
- Brader, Christian (* 1980), deutscher Triathlet
- Brader, Cornelia (* 1974), deutsche Künstlerin und Bildhauerin
- Brader, Ken (1954–2024), US-amerikanischer Jazzmusiker (Trompete)
- Bradette, Kasandra (* 1989), kanadische Shorttrackerin
- Bradey, Sharon, australische Squashspielerin

### Bradf
- Bradfield, Geof (* 1970), US-amerikanischer Jazzmusiker (Sopransaxophon, Tenorsaxophon, Bassklarinette, Klarinette, Flöte, Komposition)
- Bradfield, James Dean (* 1969), britischer Musiker und Sänger
- Bradfield, John Jacob Crew (1867–1943), australischer Bauingenieur und verantwortlich für den Bau der Sydney Harbour Bridge
- Bradfield, Polly, US-amerikanische Jazz- und Improvisationsmusikerin (Violine)
- Bradfield, Scott (* 1955), US-amerikanischer Schriftsteller und Hochschullehrer
- Bradfield, William (1927–2014), neuseeländischer Astronom
- Bradfisch, Otto (1903–1994), deutscher SS-Obersturmbannführer, Anführer des Einsatzkommandos 8 für Massenmordaktionen in WeißrusslandOtto Bradfisch (1903–1994)

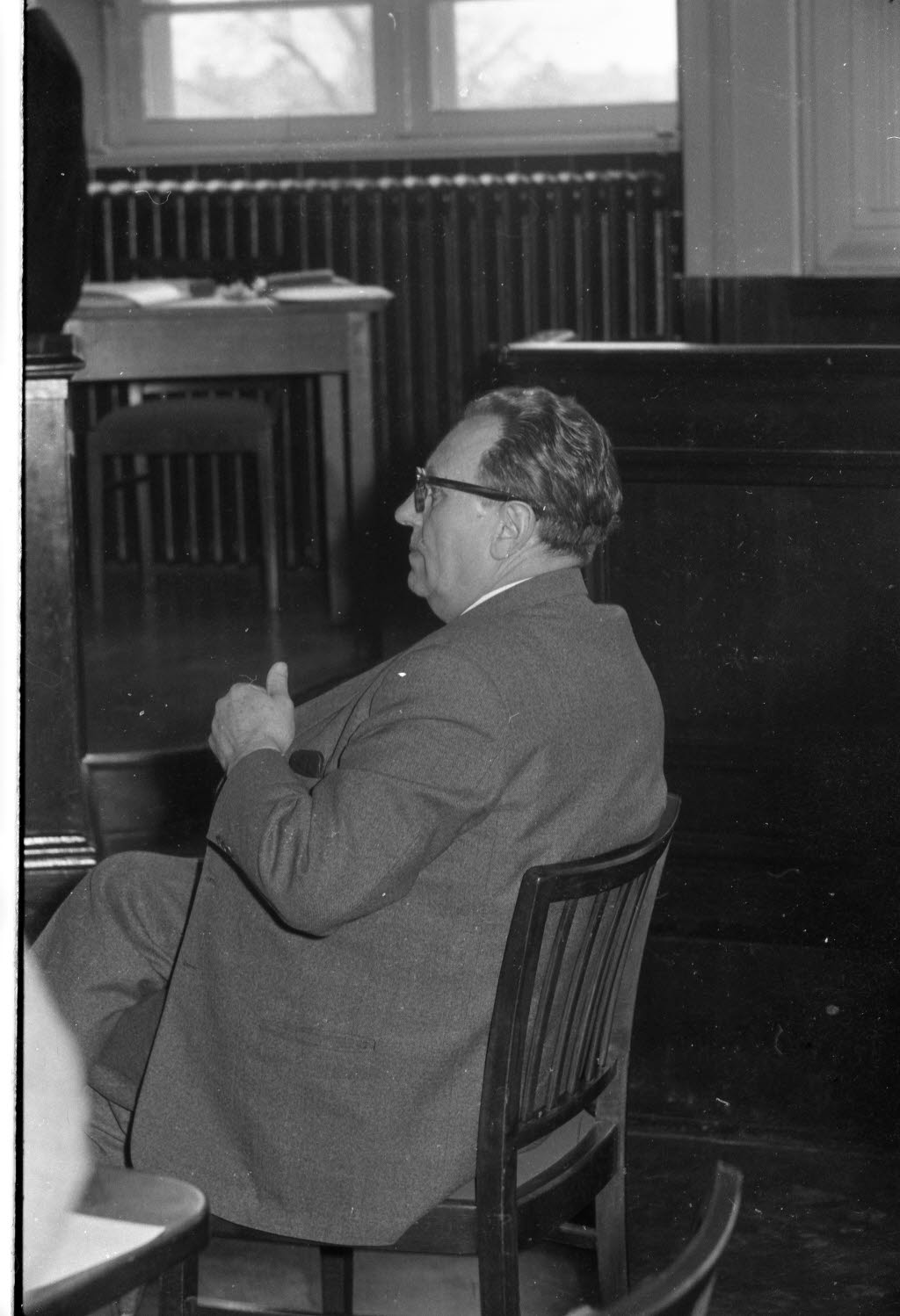
Otto Bradfisch (1903–1994)

- Bradford, Alexander Blackburn (1799–1873), US-amerikanischer Politiker und Offizier
- Bradford, Allen Alexander (1815–1888), US-amerikanischer Politiker
- Bradford, André (1970–2019), portugiesischer Politiker (PS), MdEP
- Bradford, Andy (* 1944), britischer Stuntman und Schauspieler
- Bradford, Anu (* 1975), finnisch-US-amerikanische Rechtswissenschaftlerin
- Bradford, Augustus (1806–1881), US-amerikanischer Politiker, Gouverneur von Maryland
- Bradford, Barbara Taylor (1933–2024), britische Romanautorin
- Bradford, Bobby (* 1934), US-amerikanischer Jazztrompeter
- Bradford, Carmen (* 1960), US-amerikanische Jazzsängerin und Hochschullehrerin
- Bradford, Chris (* 1974), britischer Autor, Musiker und Kampfkünstler
- Bradford, Clea (1933–2008), US-amerikanische Soul-, Blues- und Jazzsängerin
- Bradford, Colin (* 1955), jamaikanischer Sprinter
- Bradford, David (1939–2005), US-amerikanischer Wirtschaftswissenschaftler und Hochschullehrer
- Bradford, Ernle (1922–1986), englischer Schriftsteller
- Bradford, Gamaliel (1863–1932), amerikanischer Schriftsteller
- Bradford, James (1928–2013), US-amerikanischer Gewichtheber
- Bradford, Jesse (* 1979), US-amerikanischer SchauspielerJesse Bradford (* 1979)

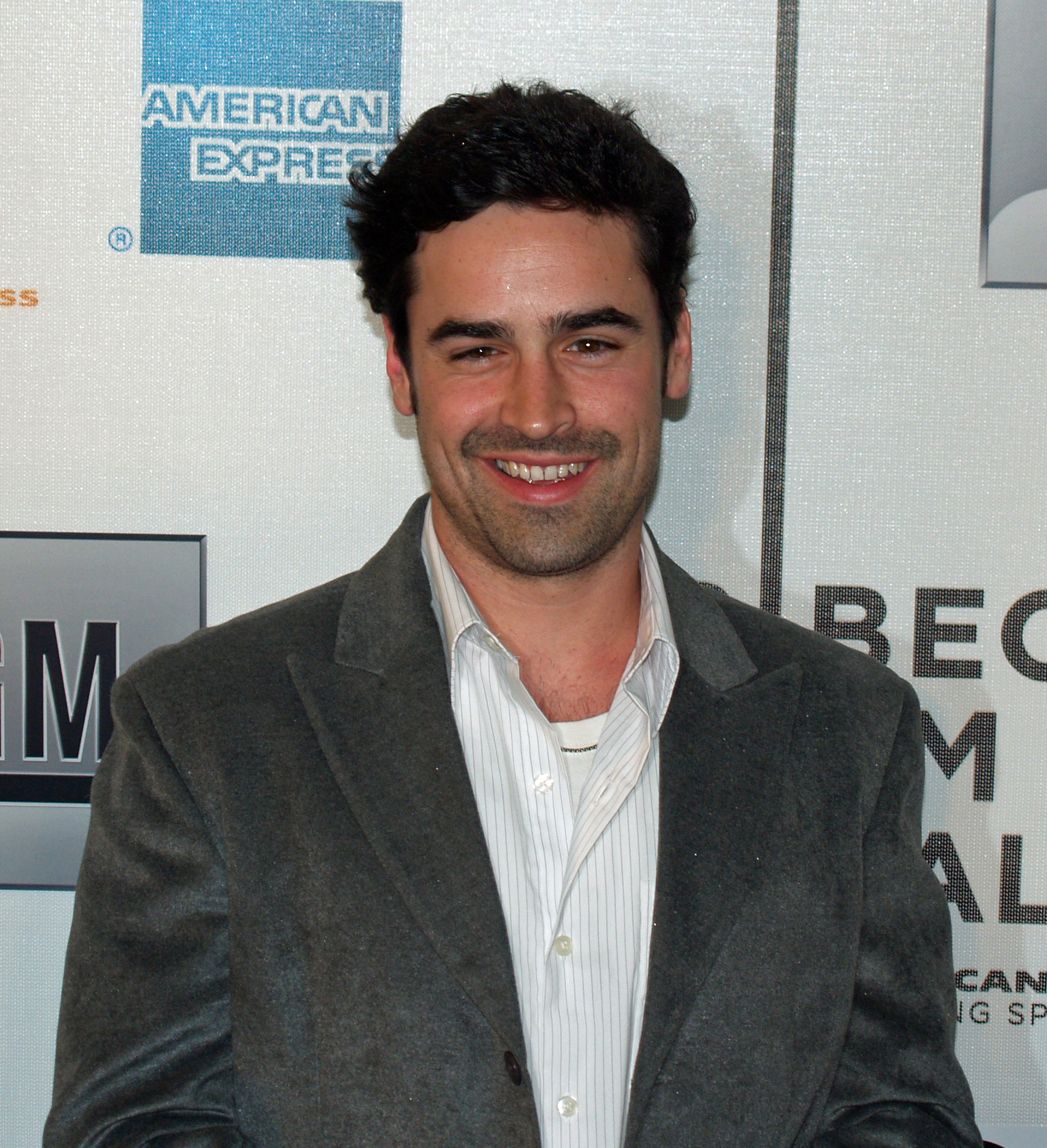
Jesse Bradford (* 1979)

- Bradford, Joe (1901–1980), englischer Fußballtorhüter
- Bradford, John (1510–1555), englischer Reformator, Domherr der St Paul’s Cathedral
- Bradford, Paul (* 1963), irischer Politiker
- Bradford, Perry (1893–1970), US-amerikanischer Musikproduzent, Pianist und Sänger
- Bradford, Phillips Verner (* 1940), US-amerikanischer Ingenieur und Sachbuchautor
- Bradford, Rebekah (* 1983), US-amerikanische Eisschnellläuferin
- Bradford, Richard (1934–2016), US-amerikanischer Schauspieler
- Bradford, Robert F. (1902–1983), US-amerikanischer Politiker
- Bradford, Ryan Hanson (* 1995), US-amerikanischer Schauspieler
- Bradford, Sam (* 1987), US-amerikanischer American-Football-Spieler
- Bradford, Samuel C. (1878–1948), britischer Bibliothekar
- Bradford, Sarah (1818–1912), US-amerikanische Schulleiterin, Schriftstellerin und Biografin
- Bradford, Taul (1835–1883), US-amerikanischer Rechtsanwalt und Politiker
- Bradford, William (1590–1657), englischer Autor und einer der ersten Kolonisten in der Neuen Welt
- Bradford, William (1729–1808), britisch-amerikanischer Politiker
- Bradford, William (1755–1795), US-amerikanischer Jurist und Politiker
- Bradford, William (1823–1892), US-amerikanischer Maler und Fotograf
- Bradford, William (1905–1959), US-amerikanischer Kameramann
- Bradford, Zachery (* 1999), US-amerikanischer Stabhochspringer

### Bradh
- Bradham, Caleb (1867–1934), US-amerikanischer Apotheker, Erfinder der Pepsi-ColaCaleb Bradham (1867–1934)

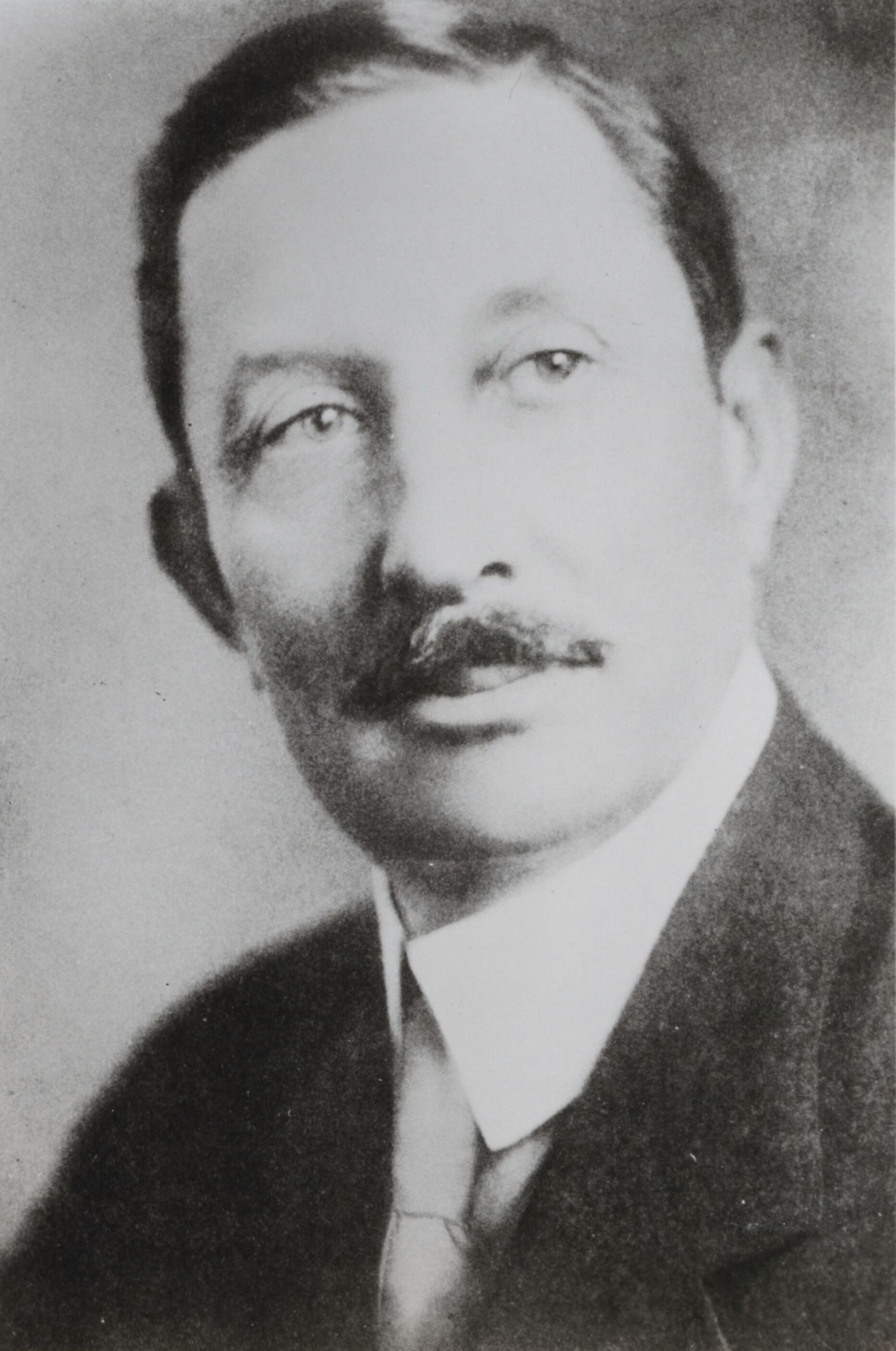
Caleb Bradham (1867–1934)

### Bradi
- Bradić, Katarina, serbische Opernsängerin (Mezzosopran, Alt)
- Bradić, Nebojša (* 1956), serbischer Politiker und Regisseur
- Bråding, Sanna (* 1980), schwedische Schauspielerin
- Bradis, Jelisaweta Modestowna (1900–1975), russisch-sowjetische Biologin und Hochschullehrerin
- Bradish, Luther (1783–1863), US-amerikanischer Jurist und Politiker

### Bradk
- Bradke, Frank (* 1969), deutscher Neurobiologe
- Bradke, Friedrich Wilhelm von (1752–1819), deutsch-baltischer Offizier und Gouverneur
- Bradke, Georg von (1796–1862), deutsch-baltischer Offizier, Kurator der Universität Dorpat und Förderer des russischen Schulwesens
- Bradke, Michael Detlef von (1686–1759), deutscher Offizier und zuletzt Stadtkommandant
- Bradke, Peter von (1853–1897), Linguist und Sanskritist

### Bradl
- Bradl, Hans (1941–2016), deutscher Politiker (CSU)
- Bradl, Helmut (* 1961), deutscher Motorradrennfahrer
- Bradl, Jakob (1864–1919), deutscher Bildhauer
- Bradl, Josef (1918–1982), österreichischer Skispringer
- Bradl, Stefan (* 1989), deutscher MotorradrennfahrerStefan Bradl (* 1989)

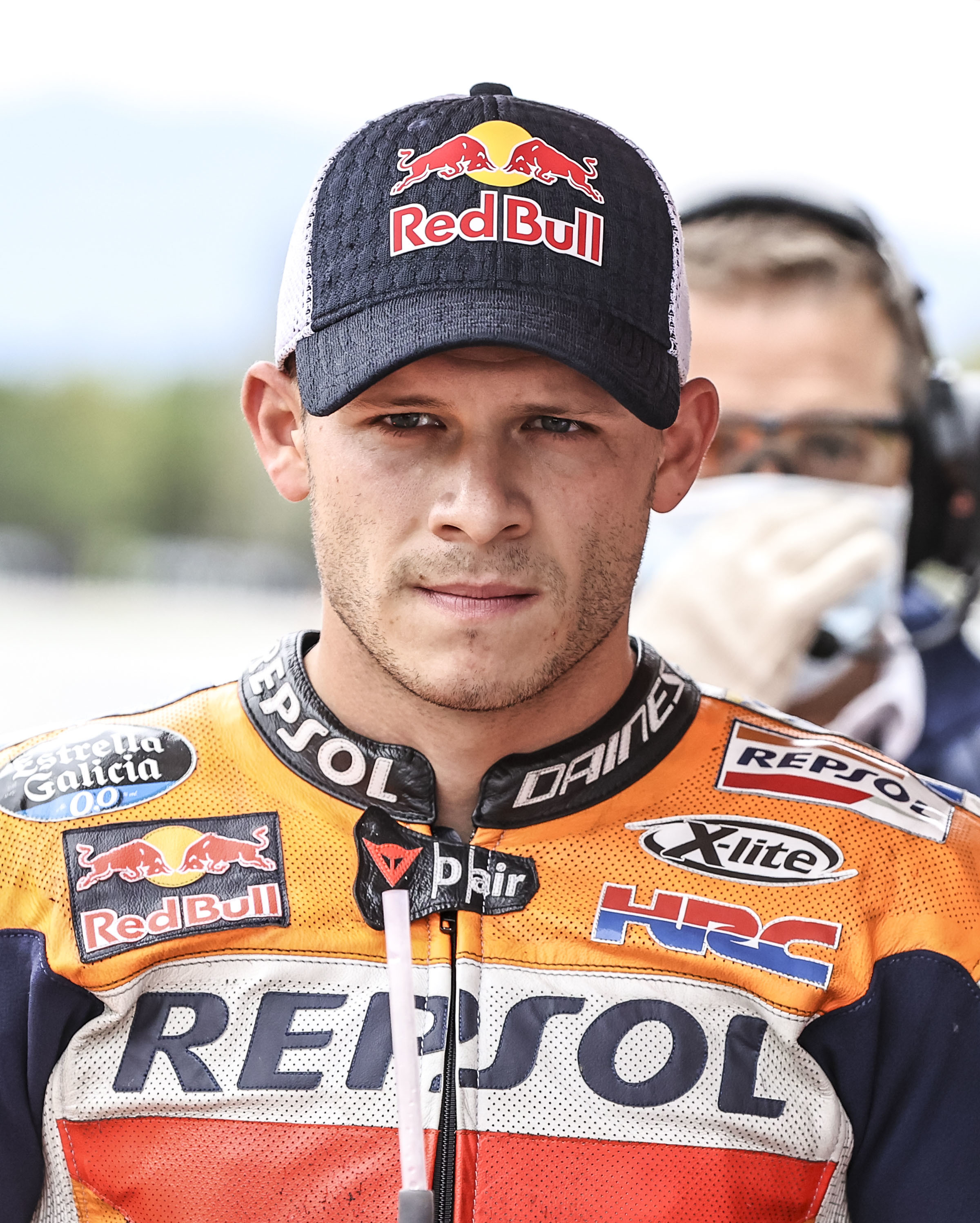
Stefan Bradl (* 1989)

- Bradlaugh, Charles (1833–1891), britischer Politiker, Freidenker und Autor
- Bradlee, Ben (1921–2014), US-amerikanischer Journalist, Vizepräsident der Washington Post
- Bradlee, Scott (* 1981), amerikanischer Jazzmusiker (Piano, Arrangement)
- Bradler, Günther (* 1944), deutscher Historiker und Archivar
- Bradler, Hans-Jürgen (* 1948), deutscher Fußballtorhüter
- Bradley Moss, Lydia (1816–1908), US-amerikanische Frau, erste Frau im Aufsichtsrat einer Bank, Gründerin des Bradley Polytechnic Institute
- Bradley West, John (* 1988), britischer SchauspielerJohn Bradley West (* 1988)

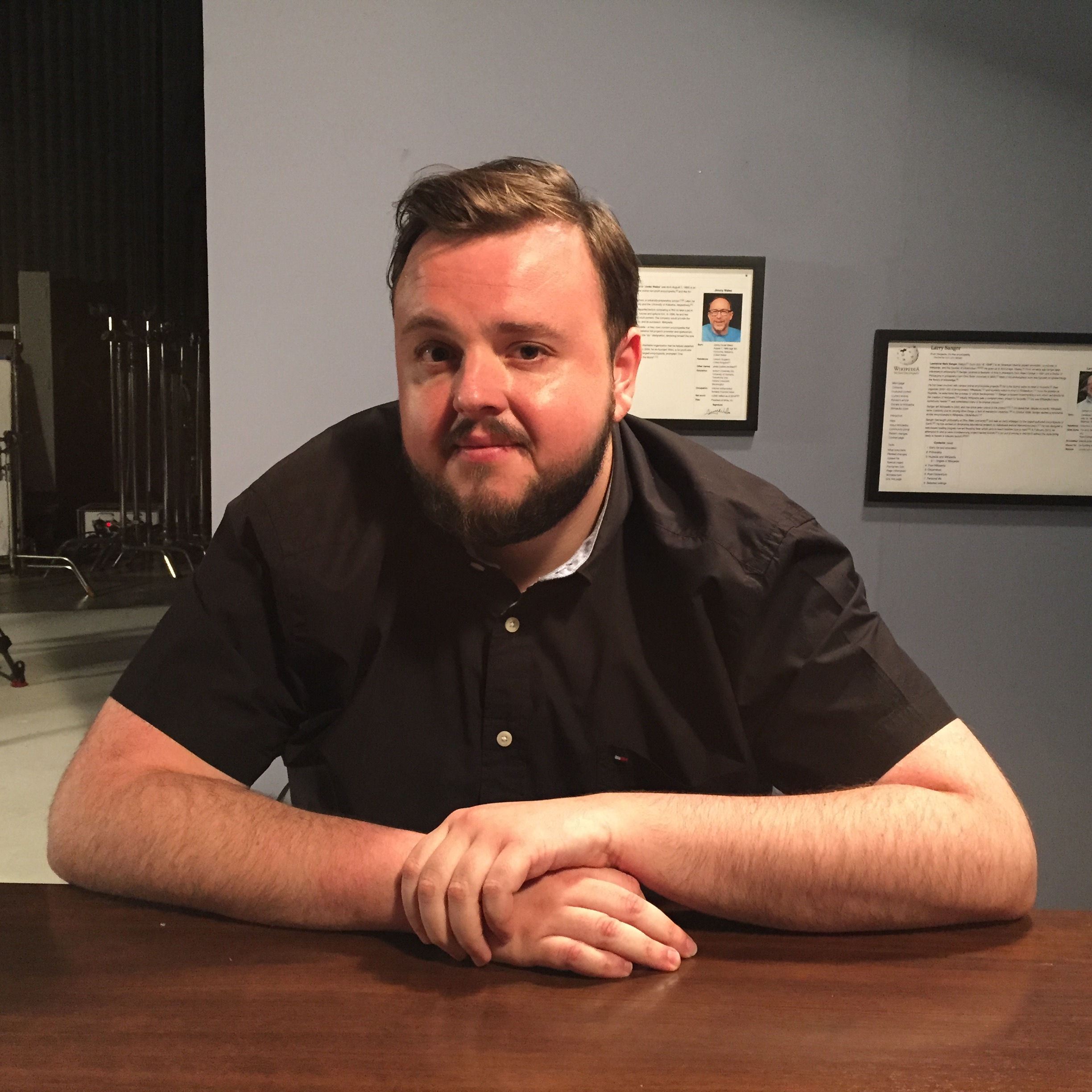
John Bradley West (* 1988)

- Bradley, Alan (* 1938), kanadischer Autor
- Bradley, Amber (* 1980), australische Ruderin
- Bradley, Andrew (* 1982), österreichischer Radrennfahrer
- Bradley, Andrew Cecil (1851–1935), britischer Literaturwissenschaftler
- Bradley, Aubin (* 2010), US-amerikanische Schauspielerin
- Bradley, Avery (* 1990), US-amerikanischer Basketballspieler
- Bradley, Benjamin (* 1982), US-amerikanischer Pornodarsteller in schwulen pornografischen Filmen
- Bradley, Benjamin Franklin (1825–1897), US-amerikanischer Jurist, Politiker und Offizier
- Bradley, Betty (1920–1989), US-amerikanische Sängerin
- Bradley, Bill (1933–1997), englischer Radrennfahrer
- Bradley, Bill (1938–1989), US-amerikanischer Jazz-Schlagzeuger
- Bradley, Bill (* 1943), US-amerikanischer Basketballspieler und Politiker (Demokratische Partei)
- Bradley, Bob (* 1958), US-amerikanischer Fußballtrainer
- Bradley, Brian (* 1965), kanadischer Eishockeyspieler
- Bradley, Bruce (* 1947), US-amerikanischer Wasserballspieler
- Bradley, Catherine Ashmore (* 2007), US-amerikanische Schauspielerin
- Bradley, Charles (1902–1979), US-amerikanischer Psychiater
- Bradley, Charles (1948–2017), US-amerikanischer Soul-Sänger
- Bradley, Charles Schenk (1853–1929), Elektrotechniker und Erfinder, Erfinder von Mehrphasenmotoren
- Bradley, Clive (1936–2005), trinidadischer Komponist, Arrangeur und Musiker
- Bradley, Conor (* 2003), nordirischer Fußballspieler
- Bradley, Curtis (* 1964), amerikanischer Jurist und Hochschullehrer
- Bradley, Dan Beach (1804–1873), US-amerikanischer Missionar
- Bradley, Daniel J. (1928–2010), irischer Physiker
- Bradley, Daniel W. (* 1941), US-amerikanischer Virologe
- Bradley, David (* 1942), britischer SchauspielerDavid Bradley (* 1942)

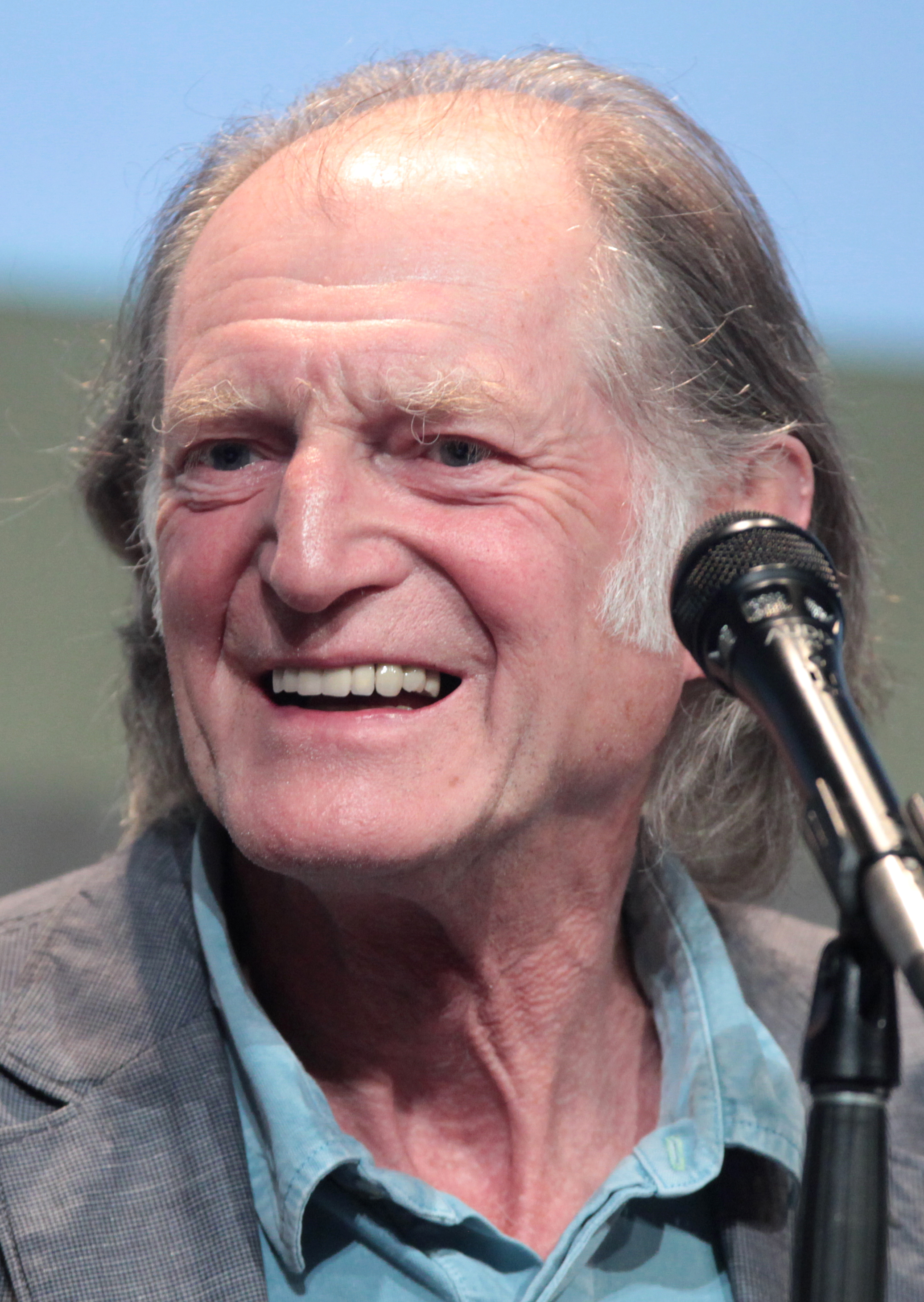
David Bradley (* 1942)

- Bradley, David (* 1953), britischer Schauspieler
- Bradley, David (* 1953), US-amerikanischer Filmschauspieler
- Bradley, David J. (* 1949), amerikanischer Informatikingenieur, Erfinder des Affengriffs
- Bradley, David W., US-amerikanischer Computerspiel-Entwickler
- Bradley, Denis Mary (1846–1903), irisch-US-amerikanischer Geistlicher und römisch-katholischer Bischof von Manchester
- Bradley, Dermot (1944–2009), irischer Militärhistoriker
- Bradley, Donal (* 1962), britischer Physiker
- Bradley, Donald Charlton (1924–2014), britischer Chemiker
- Bradley, Doug (* 1954), britischer SchauspielerDoug Bradley (* 1954)

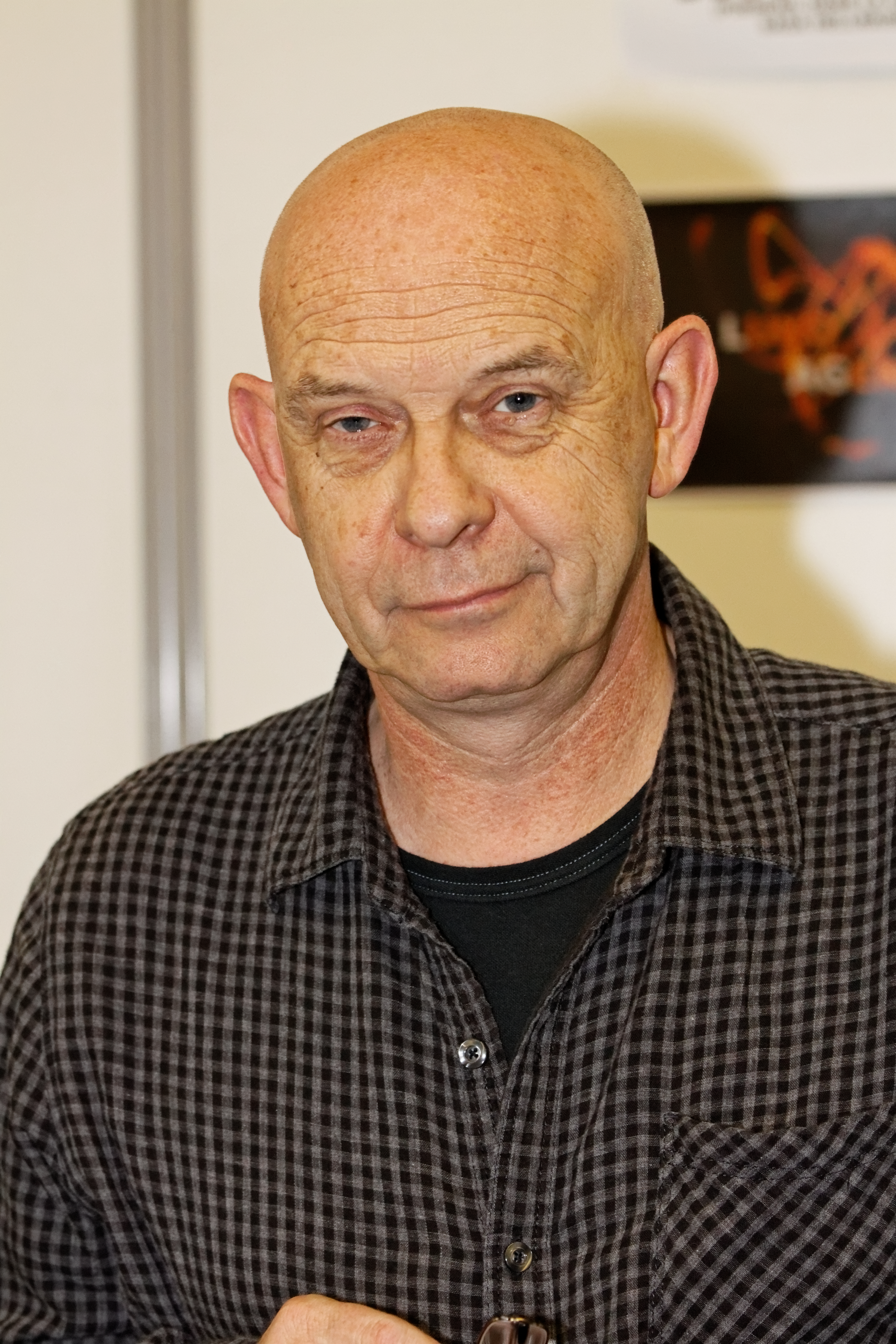
Doug Bradley (* 1954)

- Bradley, Ed (1941–2006), US-amerikanischer Journalist
- Bradley, Edward (1808–1847), US-amerikanischer Politiker
- Bradley, Elizabeth H. (* 1962), US-amerikanische Wirtschaftswissenschaftlerin und Hochschullehrerin
- Bradley, Ernestine (* 1935), deutsch-US-amerikanische Hochschullehrerin und Autorin
- Bradley, Everett (1897–1969), US-amerikanischer Leichtathlet
- Bradley, Flow (* 1974), österreichischer Liedermacher, Musiker, Kabarettist
- Bradley, Francis Herbert (1846–1924), englischer Philosoph
- Bradley, Frank M., US-amerikanischer Vice Admiral (United States Navy)
- Bradley, Frederick Gordon (1888–1966), Politiker der Liberalen Partei Kanadas
- Bradley, Frederick Van Ness (1898–1947), US-amerikanischer Politiker
- Bradley, Garrett (* 1986), US-amerikanische Filmemacherin
- Bradley, Harold (1929–2021), US-amerikanischer Footballspieler, Schauspieler, Künstler und Musiker
- Bradley, Henry († 1825), US-amerikanischer Politiker
- Bradley, Henry (1845–1923), englischer Lexikograph und Philologe
- Bradley, James (1693–1762), englischer Astronom und Pfarrer
- Bradley, James (1881–1954), englischer Fußballspieler
- Bradley, Jan (* 1943), US-amerikanische Pop- und Soul-Sängerin
- Bradley, Jean-Claude (1968–2014), Chemiker und Hochschullehrer
- Bradley, Jeb (* 1952), US-amerikanischer Politiker
- Bradley, Jeff (* 1961), US-amerikanischer Radrennfahrer
- Bradley, Jennette (* 1952), US-amerikanische Politikerin
- Bradley, Jeptha (1802–1864), US-amerikanischer Richter und Politiker, der State Auditor von Vermont war
- Bradley, John (1923–1994), US-amerikanischer Soldat des Zweiten Weltkriegs und galt lange als einer der mutmaßlichen Soldaten auf der Fotografie Raising the Flag on Iwo JimaJohn Bradley (1923–1994)

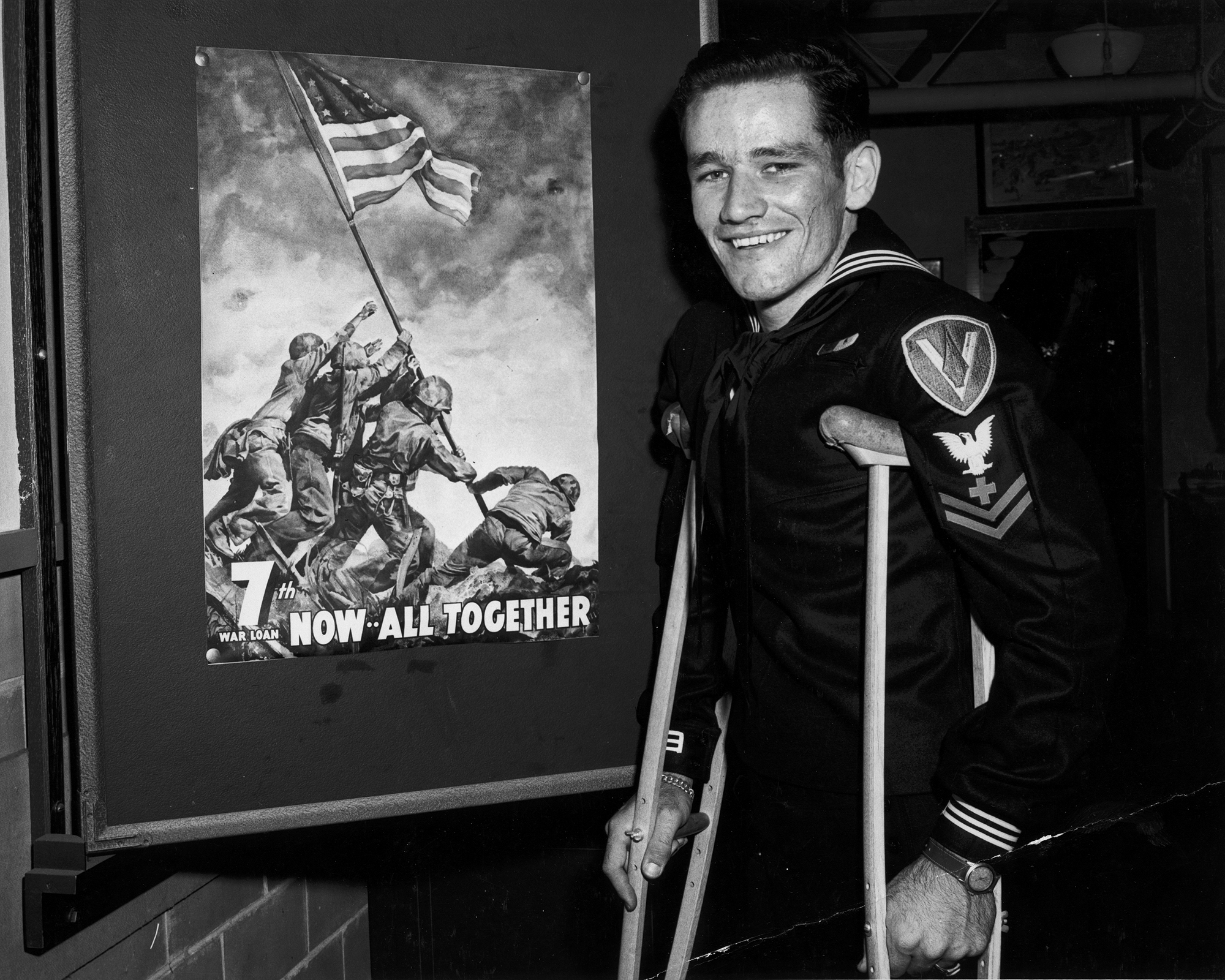
John Bradley (1923–1994)

- Bradley, John A., US-amerikanischer Offizier, Generalleutnant der US Air Force
- Bradley, Joseph P. (1813–1892), US-amerikanischer Jurist
- Bradley, Joseph S. (1900–1961), US-amerikanischer Offizier, Generalmajor der US-Army
- Bradley, Karen (* 1970), britische Politikerin der Conservative Party und frühere Managementberaterin
- Bradley, Katherine Harris (1846–1914), britische Schriftstellerin
- Bradley, Keegan (* 1986), US-amerikanischer GolfspielerKeegan Bradley (* 1986)

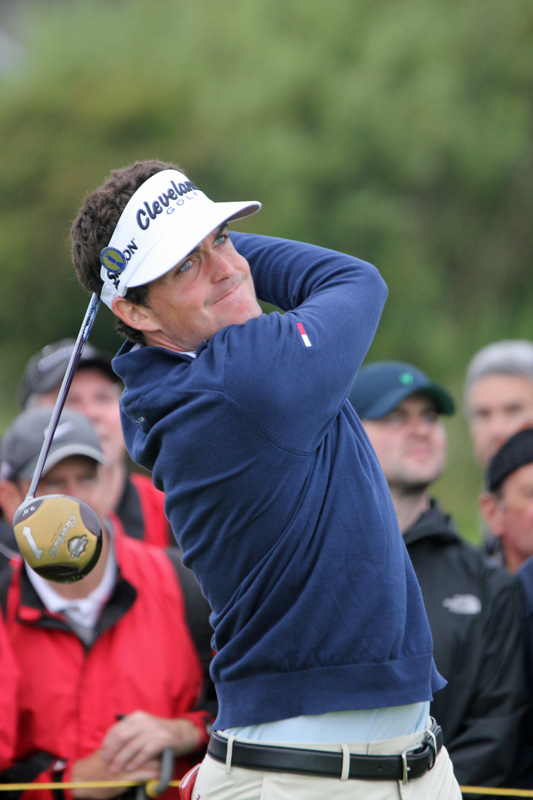
Keegan Bradley (* 1986)

- Bradley, Keith, Baron Bradley (* 1950), britischer Politiker (Labour Party), Mitglied des House of Commons
- Bradley, Kyle (* 1999), schottischer Fußballspieler
- Bradley, Leslie (1907–1974), britischer Schauspieler
- Bradley, Lewis R. (1805–1879), US-amerikanischer Politiker
- Bradley, Lonnie (* 1968), US-amerikanischer Boxer
- Bradley, Loretta (* 1941), US-amerikanische Psychologin
- Bradley, Malcolm (* 1948), englischer Snookerspieler
- Bradley, Marc (* 1973), deutscher Filmkomponist
- Bradley, Marion Zimmer (1930–1999), US-amerikanische Science-Fiction- und Fantasy-Schriftstellerin
- Bradley, Matt (* 1978), kanadischer Eishockeyspieler und -scout
- Bradley, Megan (* 1983), US-amerikanische Tennisspielerin
- Bradley, Michael (* 1987), US-amerikanischer Fußballspieler
- Bradley, Michael J. (1897–1979), US-amerikanischer Politiker
- Bradley, Mike (* 1955), kanadischer Politiker
- Bradley, Mike (* 1961), US-amerikanischer Sprinter
- Bradley, Milton (1836–1911), US-amerikanischer Zeichner, Lithograph, Patentanwalt, Erfinder sowie Gründer des Spieleherstellers Milton Bradley Company
- Bradley, Morgan (* 1990), neuseeländische Schauspielerin, Filmregisseurin, Filmproduzentin und Drehbuchautorin
- Bradley, Nathan B. (1831–1906), US-amerikanischer Politiker
- Bradley, Nicole (* 1992), neuseeländische Hammerwerferin
- Bradley, Omar N. (1893–1981), US-amerikanischer GeneralOmar N. Bradley (1893–1981)

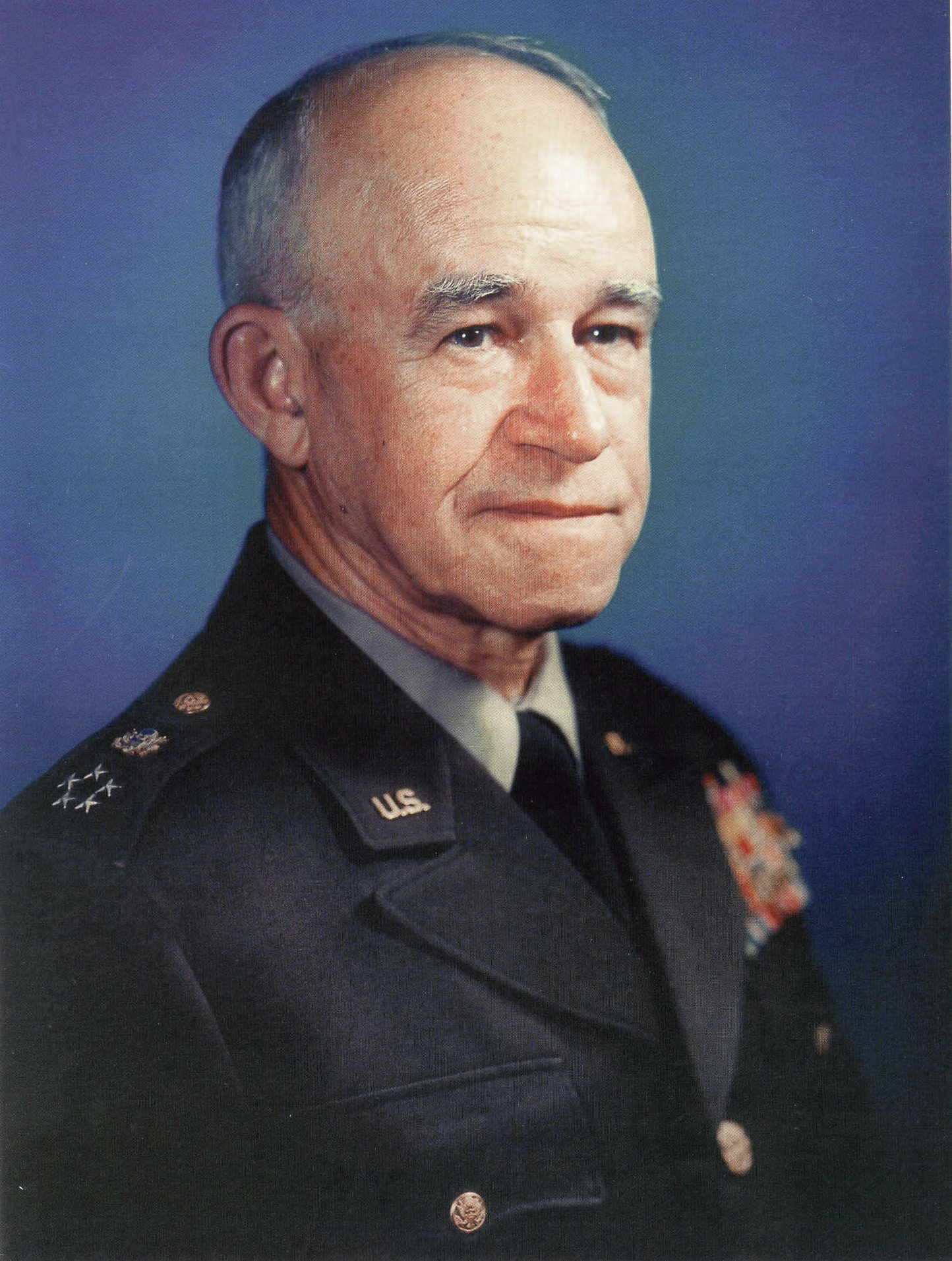
Omar N. Bradley (1893–1981)

- Bradley, Oscar Lee, US-amerikanischer Jazz- und Bluesmusiker

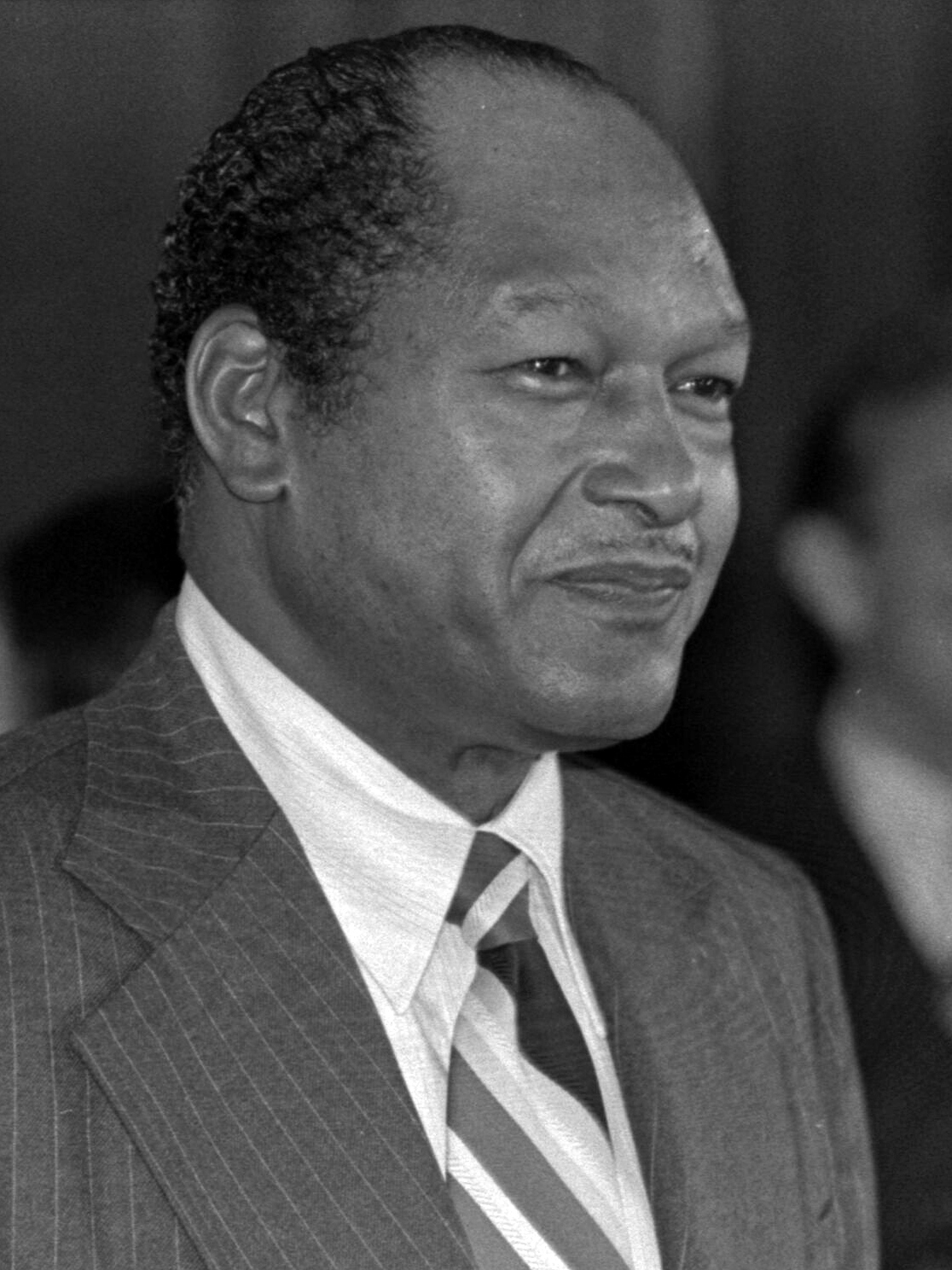
Tom Bradley (1917–1998)

- Bradley, Owen (1915–1998), US-amerikanischer Country-Musikproduzent
- Bradley, Paul Joseph (* 1945), US-amerikanischer Geistlicher, emeritierter römisch-katholischer Bischof von Kalamazoo
- Bradley, Raymond S. (* 1948), Klimatologe und Hochschullehrer
- Bradley, Rebecca (* 1971), US-amerikanische Juristin
- Bradley, Richard († 1732), englischer Botaniker
- Bradley, Richard (* 1946), britischer Historiker
- Bradley, Richard (* 1991), britisch-singapurischer Automobilrennfahrer
- Bradley, Ruth (* 1987), irische Schauspielerin
- Bradley, Ryan (* 1983), US-amerikanischer Eiskunstläufer
- Bradley, Scott (1891–1977), US-amerikanischer Komponist, Pianist und Dirigent
- Bradley, Scott N. (* 1951), US-amerikanischer Politiker
- Bradley, Shawn (* 1972), US-amerikanisch-deutscher BasketballspielerShawn Bradley (* 1972)

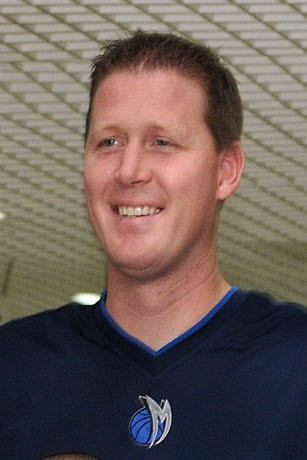
Shawn Bradley (* 1972)

- Bradley, Sophie (* 1989), englische Fußballspielerin
- Bradley, Stephen (* 1984), irischer Fußballspieler und -trainer
- Bradley, Stephen R. (1754–1830), US-amerikanischer Politiker
- Bradley, Steven (* 2002), schottischer Fußballspieler
- Bradley, Tami (* 1970), kanadische Freestyle-Skisportlerin
- Bradley, Thomas J. (1870–1901), US-amerikanischer Jurist und Politiker
- Bradley, Thomas W. (1844–1920), US-amerikanischer Politiker
- Bradley, Timothy (* 1983), US-amerikanischer Boxer
- Bradley, Tom (1917–1998), US-amerikanischer Politiker, Bürgermeister von Los AngelesTom Bradley (1917–1998)
- Bradley, Tony (* 1998), US-amerikanischer Basketballspieler
- Bradley, Walter (* 1946), US-amerikanischer Politiker
- Bradley, Will (1912–1989), US-amerikanischer Big Band Leader und Posaunist
- Bradley, William (1931–2000), britischer Automobilrennfahrer
- Bradley, William A. (1794–1867), US-amerikanischer Politiker
- Bradley, William Czar (1782–1867), US-amerikanischer Politiker
- Bradley, William H. (1868–1962), US-amerikanischer Künstler des Jugendstils
- Bradley, William O’Connell (1847–1914), US-amerikanischer Politiker
- Bradley, Willis W. (1884–1954), US-amerikanischer Offizier und Politiker
- Bradley, Wilmot Hyde (1899–1979), US-amerikanischer Geologe
- Bradley-Sherron, Annemarie, amerikanische Friseurin

### Bradm
- Bradman, Donald (1908–2001), australischer Cricketspieler

### Bradn
- Bradna, Ella (1879–1957), böhmischstämmige Zirkusreiterin

### Brado

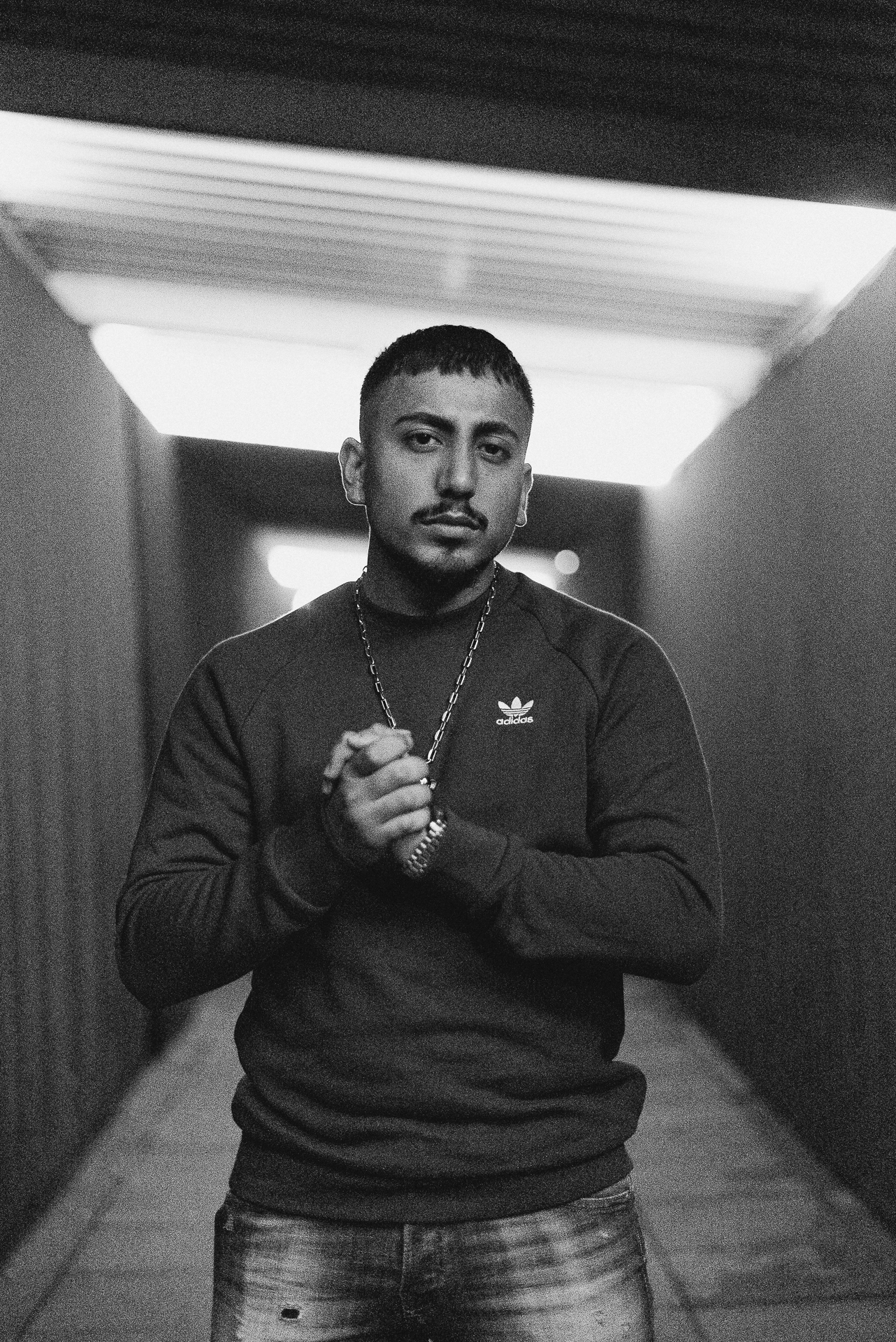
Brado (* 1999)

- Brado (* 1999), deutscher RapperBrado (* 1999)

### Brads
- Bradshaw, Adrian (* 1958), britischer General
- Bradshaw, Albert († 1941), englischer Fußballspieler
- Bradshaw, Alexander M. (1944–2024), britischer Physiker, Max-Planck-Direktor
- Bradshaw, Allison (* 1980), US-amerikanische Tennisspielerin
- Bradshaw, Ben (* 1960), britischer Journalist und Politiker, Mitglied des House of Commons
- Bradshaw, Benjamin (1879–1960), US-amerikanischer Ringer und Olympiasieger
- Bradshaw, Corey, australischer Ökologe
- Bradshaw, Evans (1933–1978), US-amerikanischer Jazzmusiker
- Bradshaw, George (1801–1853), englischer Kartograph und Verleger (Kursbücher)
- Bradshaw, Gillian (* 1956), US-amerikanische Schriftstellerin
- Bradshaw, Harry (1853–1924), englischer Fußballtrainer und -funktionär
- Bradshaw, Harry (1873–1899), englischer Fußballspieler
- Bradshaw, Holly (* 1991), britische Stabhochspringerin
- Bradshaw, James (* 1976), englischer Theater- und Filmschauspieler
- Bradshaw, Joan (* 1936), US-amerikanische Schauspielerin und Modell
- Bradshaw, John (1602–1659), englischer Politiker und Richter
- Bradshaw, John (1933–2016), US-amerikanischer Philosoph, Theologe, Psychologe und Autor
- Bradshaw, Kevin (1957–2021), australischer Radrennfahrer
- Bradshaw, Mark (* 1983), australischer Komponist
- Bradshaw, Marquita (* 1974), amerikanische Umweltaktivistin und Politikerin (Demokratische Partei)
- Bradshaw, Paul (* 1953), englischer Fußballspieler
- Bradshaw, Peter (* 1962), britischer Filmkritiker und Buchautor
- Bradshaw, Ralph A. (* 1941), US-amerikanischer Biochemiker
- Bradshaw, Robert (1916–1978), Politiker von St. Kitts und Nevis
- Bradshaw, Robert C., US-amerikanischer Elektriker, Ingenieur und Unternehmer
- Bradshaw, Samuel Carey (1809–1872), US-amerikanischer Politiker
- Bradshaw, Sedu (* 2002), anguillanischer Fußballspieler
- Bradshaw, Sonny (1926–2009), jamaikanischer Jazzmusiker, Radiomacher und Gewerkschafter
- Bradshaw, Sufe (* 1986), US-amerikanische Schauspielerin
- Bradshaw, Terry (* 1948), US-amerikanischer FootballspielerTerry Bradshaw (* 1948)

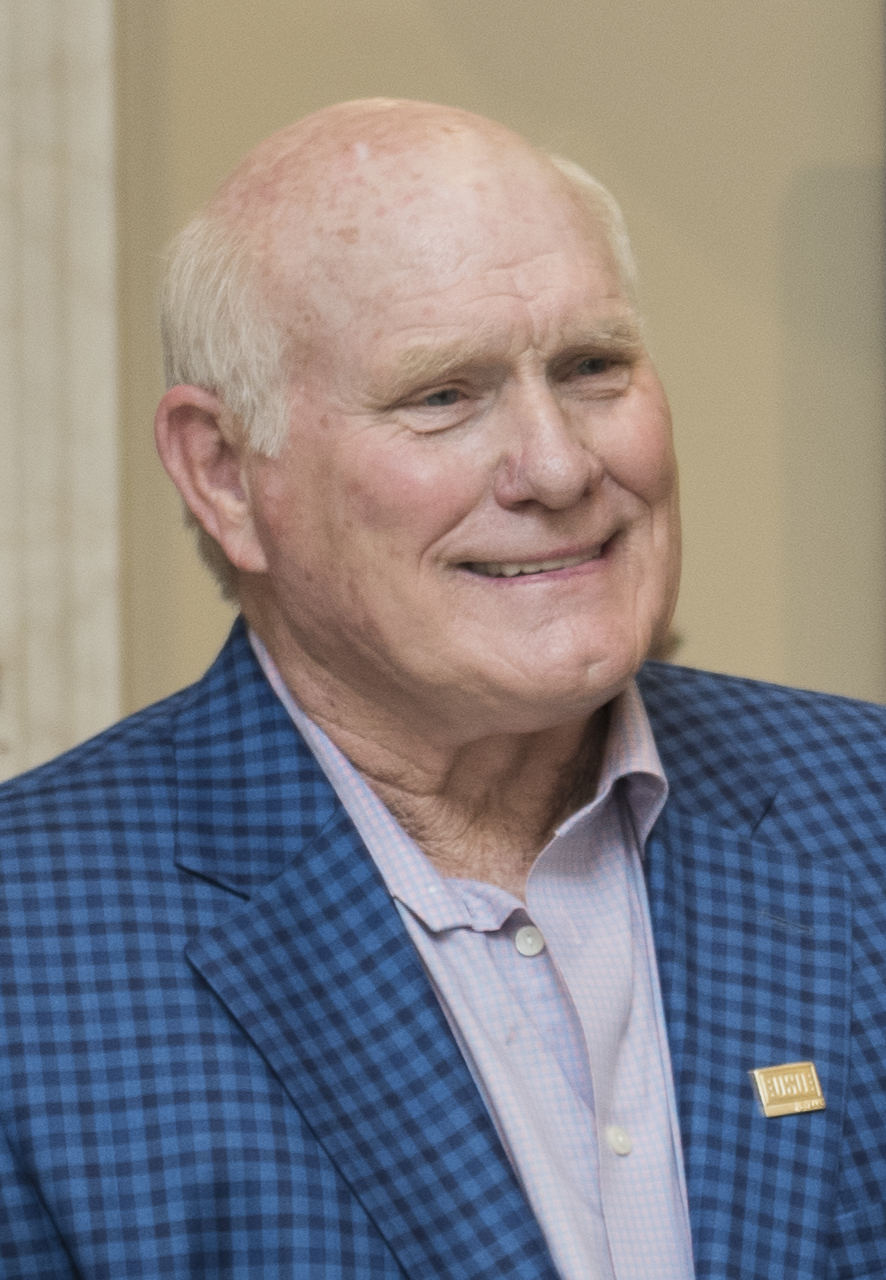
Terry Bradshaw (* 1948)

- Bradshaw, Thornton F. (1917–1988), US-amerikanischer Ökonom und Manager
- Bradshaw, Tiny (1905–1958), US-amerikanischer Bandleader des Jazz und Rhythm and Blues
- Bradshaw, Tom (1904–1986), schottischer Fußballspieler
- Bradshaw, Tom (* 1992), walisischer Fußballspieler
- Bradshaw, William, Baron Bradshaw (* 1936), britischer Politiker (Liberal Democrats) und Hochschullehrer
- Bradsher, Charles K. (1912–2000), US-amerikanischer Chemiker und Hochschullehrer
- Bradsky, Theodor (1833–1881), böhmischer Komponist
- Bradsky-Laboun, Otokar von (1866–1902), Luftfahrtpionier und Diplomat (Herald)
- Bradstreet, Anne († 1672), amerikanische Dichterin
- Bradstreet, Simon († 1697), letzter Gouverneur der Massachusetts Bay Colony

### Bradt
- Bradtke, Hans (1920–1997), deutscher Textdichter, Zeichner und Karikaturist
- Bradtke, Mark (* 1968), australischer Basketballspieler
- Bradtke, Nicole (* 1969), australische Tennisspielerin
- Bradtke, Robert (* 1949), US-amerikanischer Diplomat, Botschafter in Kroatien
- Bradtman, Eduard (1856–1926), russischer Architekt

### Bradu
- Bradua Atticus, Tiberius Claudius, römischer Politiker, Senator und Konsul
- Bradūnas, Kazys (1917–2009), litauischer Dichter

### Bradv
- Bradvić, Marijan (1948–2019), jugoslawischer Fußballspieler

### Bradw
- Bradwardine, Thomas († 1349), englischer Mathematiker, Philosoph und Theologe

### Brady
- Brady, Áine (* 1954), irische Politikerin
- Brady, Alice (1892–1939), US-amerikanische SchauspielerinAlice Brady (1892–1939)

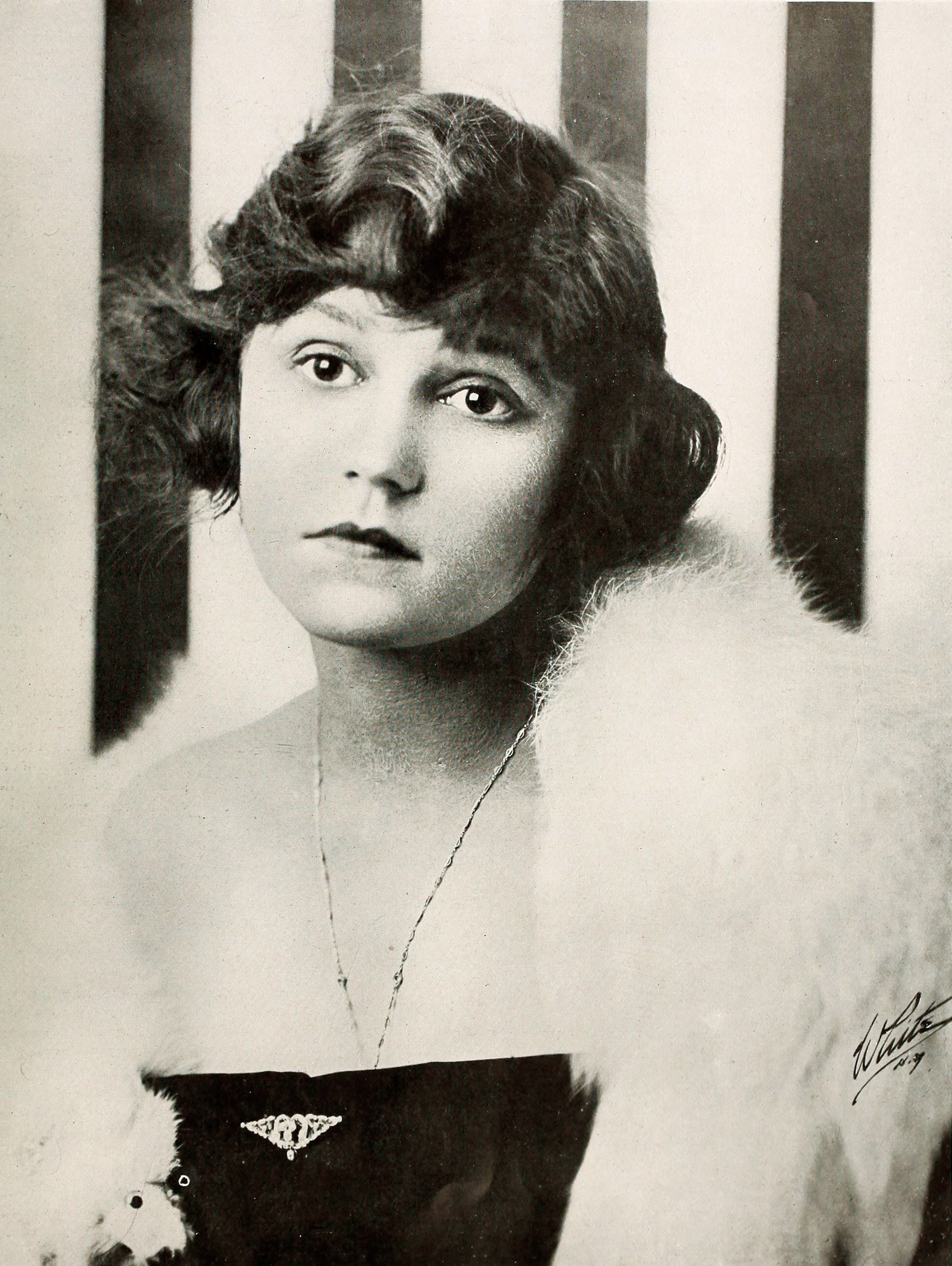
Alice Brady (1892–1939)

- Brady, Bernhard von (1732–1800), irischstämmiger Oberst und Ritter des Maria-Theresia-Ordens sowie Freiherr von Longthen
- Brady, Bob (* 1945), US-amerikanischer Politiker
- Brady, Charles E. (1951–2006), US-amerikanischer Astronaut
- Brady, Christopher (* 2004), US-amerikanischer Fußballspieler
- Brady, Claire (* 1987), irische Kurzstreckenläuferin
- Brady, Cyprian (* 1962), irischer Politiker (Fianna Fáil)
- Brady, Dorothy (1903–1977), US-amerikanische Mathematikerin und Hochschullehrerin
- Brady, Edward Thomas (* 1943), US-amerikanischer Jurist
- Brady, Eugene (* 1965), irischer Regisseur, Drehbuchautor und Filmproduzent
- Brady, Fern (* 1986), britische Komikerin, Autorin und Podcasterin
- Brady, George (1928–2019), kanadischer Holocaust-Überlebender von Theresienstadt und Auschwitz sowie Geschäftsmann
- Brady, George Stewardson (1832–1921), britischer Paläontologe und Zoologe
- Brady, Gerard (1936–2020), irischer Politiker
- Brady, Gerard (* 1948), irischer Politiker, Teachta Dála
- Brady, Graham (* 1967), britischer Politiker
- Brady, Hana (1931–1944), tschechoslowakisches jüdisches Mädchen, Opfer des Holocaust
- Brady, Henry Bowman (1835–1891), britischer Paläontologe, Pharmazeut und Botaniker
- Brady, Henry E. (* 1947), US-amerikanischer Politikwissenschaftler und Hochschullehrer
- Brady, Hermán (1919–2011), chilenischer Generalmajor und Politiker
- Brady, Ian (1938–2017), schottischer Serienmörder, Moormörder
- Brady, Ignatius Charles (1911–1990), US-amerikanischer Theologe
- Brady, James (1940–2014), US-amerikanischer Regierungsbeamter und AktivistJames Brady (1940–2014)

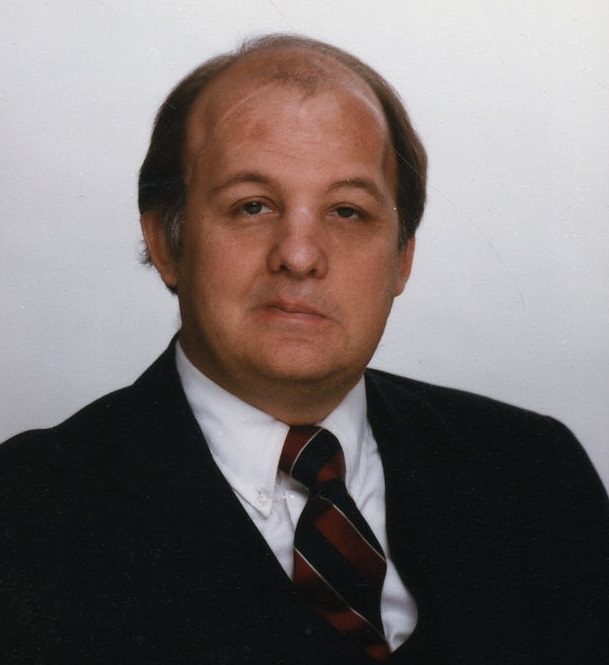
James Brady (1940–2014)

- Brady, James (* 1963), US-amerikanischer Segler
- Brady, James Buchanan (1856–1917), US-amerikanischer Unternehmer
- Brady, James Dennis (1843–1900), US-amerikanischer Politiker
- Brady, James H. (1862–1918), US-amerikanischer Politiker
- Brady, Jasper Ewing (1797–1871), US-amerikanischer Politiker
- Brady, Jennifer (* 1995), US-amerikanische Tennisspielerin
- Brady, John (1842–1910), irisch-US-amerikanischer römisch-katholischer Geistlicher, Weihbischof in Boston
- Brady, John (* 1973), irischer Politiker
- Brady, John Everett (1860–1941), US-amerikanischer Klassischer Philologe
- Brady, Johnny (* 1948), irischer Politiker
- Brady, Karren, Baroness Brady (* 1969), britische Geschäftsfrau und Life Peeress
- Brady, Kevin (* 1955), US-amerikanischer Politiker
- Brady, Liam (* 1956), irischer Fußballspieler und -trainer
- Brady, Martin (* 1947), irischer Politiker (Fianna Fáil)
- Brady, Mathew B. (1822–1896), US-amerikanischer Fotograf und Chronist des amerikanischen Sezessionskriegs
- Brady, Matthew Francis (1893–1959), US-amerikanischer Geistlicher, römisch-katholischer Bischof von Manchester
- Brady, Millie (* 1993), britische SchauspielerinMillie Brady (* 1993)

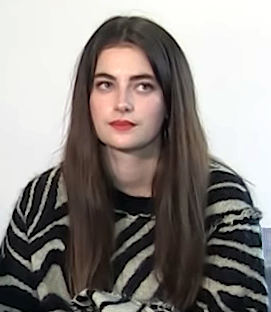
Millie Brady (* 1993)

- Brady, Neil (* 1968), kanadischer Eishockeyspieler und -trainer
- Brady, Nicholas F. (* 1930), US-amerikanischer Politiker der Republikanischen Partei
- Brady, Nicholas William (1791–1843), irischer Politiker
- Brady, Orla (* 1961), irische SchauspielerinOrla Brady (* 1961)

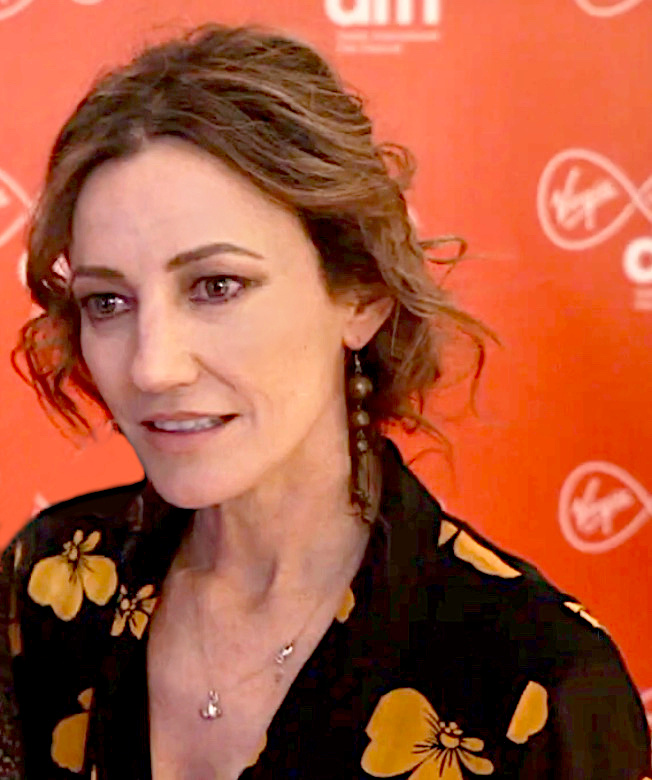
Orla Brady (* 1961)

- Brady, Pam, Drehbuchautorin und Produzentin
- Brady, Pam Bristol (* 1953), US-amerikanische Badmintonspielerin
- Brady, Pat (* 1947), US-amerikanischer Comiczeichner
- Brady, Paul (* 1947), irischer Folkmusiker und Singer-Songwriter
- Brady, Peter (* 1829), US-amerikanischer Politiker (Demokratische Partei)
- Brady, Peter (1929–2018), US-amerikanischer Jazzsänger
- Brady, Peter L. (* 1945), jamaikanischer Offizier
- Brady, Philip A. (1898–1995), irischer Politiker
- Brady, Robbie (* 1992), irischer Fußballspieler
- Brady, Roger A. (* 1946), US-amerikanischer Vier-Sterne-General
- Brady, Rory (1957–2010), irischer Generalstaats- und Prozessanwalt
- Brady, Roscoe O. (1923–2016), US-amerikanischer Biochemiker und Genetiker
- Brady, Royston (* 1972), irischer Politiker
- Brady, Scott (1924–1985), US-amerikanischer Film- und Fernsehschauspieler
- Brady, Scott T., Zell- und Molekularbiologe
- Brady, Seán (1890–1969), irischer Politiker
- Brady, Seán (* 1939), irischer Geistlicher, emeritierter Erzbischof von Armagh und Kardinal
- Brady, Sobieski (1816–1888), US-amerikanischer Politiker
- Brady, Stephen (* 1959), australischer Diplomat
- Brady, Terence (* 1947), australischer römisch-katholischer Geistlicher, Weihbischof in Sydney
- Brady, Thomas A. (1937–2025), US-amerikanischer Historiker
- Brady, Thomas von (1752–1827), k. k. Feldzeugmeister, Ritter des Maria-Theresia-Ordens sowie zweiter Inhaber des Infanterie-Regiments Nr. 1 und geheimer Rat
- Brady, Tom (* 1977), US-amerikanischer American-Football-SpielerTom Brady (* 1977)

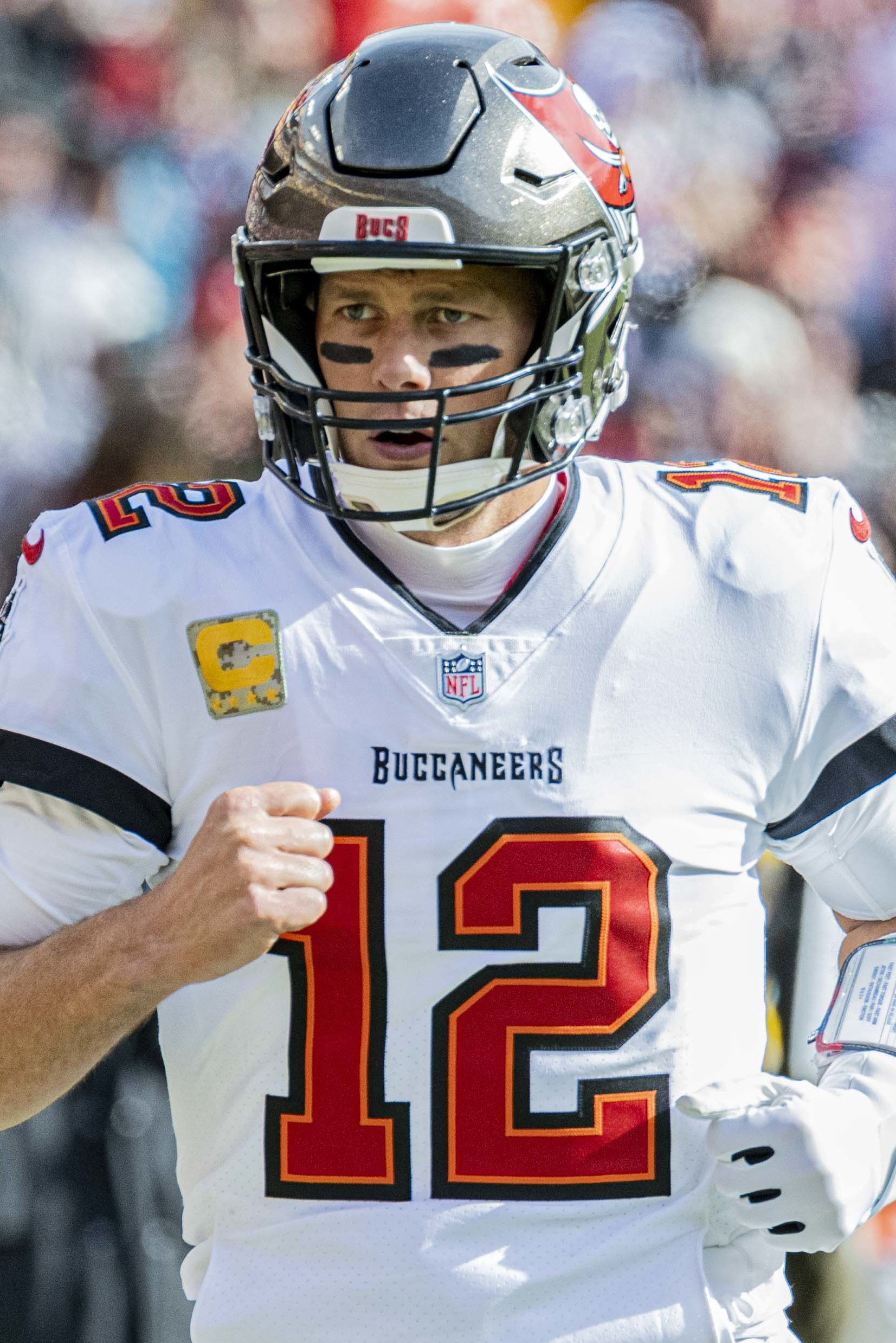
Tom Brady (* 1977)

- Brady, Vincent (1936–2020), irischer Politiker
- Brady, Wayne (* 1972), US-amerikanischer Comedian, Synchronsprecher und Sänger
- Brady, William Otterwell (1899–1961), US-amerikanischer römisch-katholischer Geistlicher
- Brady, William V. (1811–1870), US-amerikanischer Politiker
- Brady-Metzl, Karel (1898–1942), tschechischer Geschäftsmann und Opfer des Holocaust